# کونیگروده
کونیگروده (به آلمانی: Königerode) یک منطقهٔ مسکونی در آلمان است که در هارتسگروده واقع شده‌است. کونیگروده ۸۱۲ نفر جمعیت دارد.